# نيكول بيسل
نيكول بيسل مواليد 26 يوليو 1971، هي لاعبة كرة يد نمساوية. مثلت منتخب النمسا لكرة اليد للسيدات. شاركت في دورة الألعاب الأولمبية الصيفية سنة 1992.

## روابط خارجية
- نيكول بيسل على موقع أوليمبيديا (الإنجليزية)